# عباس بن مأمون

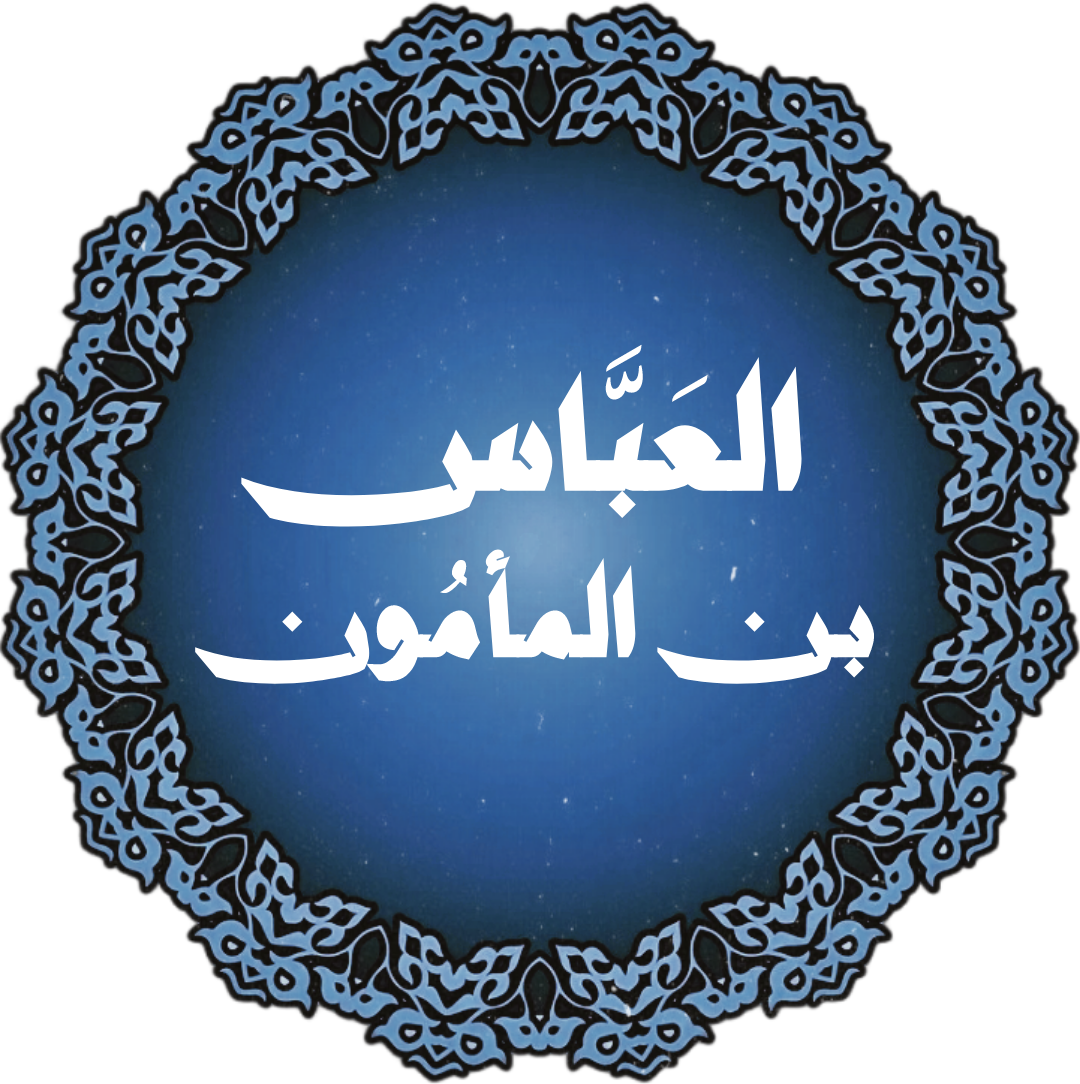
خوشنویسی به نام شاهزاده عباس بن خلیفه عبدالله المأمون

عباس بن مأمون فرزند مأمون که به خلافت نرسید.

## زندگینامه
مامون به هنگام مرگ از فرزند خویش عباس که به نزد سپاهیان بسیار محبوب بود، چشم پوشید و خلافت را به برادرش معتصم داد که در وی قوت و لیاقت کافی برای حفظ دولت عباسی می‌دید.
بیعت با معتصم بروز وفات مامون بود نخست سپاهیان از اطاعت وی سرباز زدند و می‌خواستند عباس فرزند مامون را بخلافت بردارند اما عباس به احترام وصیت پدر با عموی خویش بیعت کرد و سپاه از اراده وی تبعیت کرد.

## قتل وی
در سال۲۲۳ نوفل سلطان روم بر مرزهای کشور اسلامی یورش برد. به دنبال آن معتصم لشکری عظیم فراهم و به طرف روم حمله کرد. در جنگ رومیان مغلوب شدند، لشکر اسلام دژهای بسیاری را فتح کردند از جمله شهر عموریه را متصرف شدند. سپس معتصم به جانب قسطنطنیه رفت تا آنجا را فتح کند که خبر شورش عباس بن مأمون به او رسید و اینکه عده‌ای با او بیعت کرده‌اند، لذا با عجله برگشت و به دفع او پرداخت و عباس را به زندان انداخت.
سیاست معتصم که از ترکان در امور ملک کمک می‌خواست و عطاهای بسیارشان می‌داد مایه کینه عرب شد و عجیف سردار عرب که فتنه زط را خاموش کرده بود بر ضد سرداران ترک که با عرب‌ها بدرفتاری می‌کردند، بشورید بلکه می‌خواست معتصم را نیز از میان بردارد و عباس بن مامون را تحریک کرد تا بر ضد عموی خویش قیام کند و مدعی خلافت شود.
سرداران عرب نیز با توطئه همدست شدند و بنا شد از پس تقسیم آن، غنیمت‌ها که در جنگ معروف عموریه بدست مسلمانان افتاده بود معتصم و افشین و اشناس را بکشند اما خبر توطئه نهان نماند و عباس و بعضی توطئه گران در مستی راز خویش را با معتصم بگفتند و وی توطئه گران را دستگیر و مجازات نمود. معتصم آب را از عباس بازداشت تا جان بداد.